# Neomochtherus disjunctus
Neomochtherus disjunctus är en tvåvingeart som beskrevs av Tsacas 1968. Neomochtherus disjunctus ingår i släktet Neomochtherus och familjen rovflugor. Inga underarter finns listade i Catalogue of Life.